# یامانوته و شیتاماچی

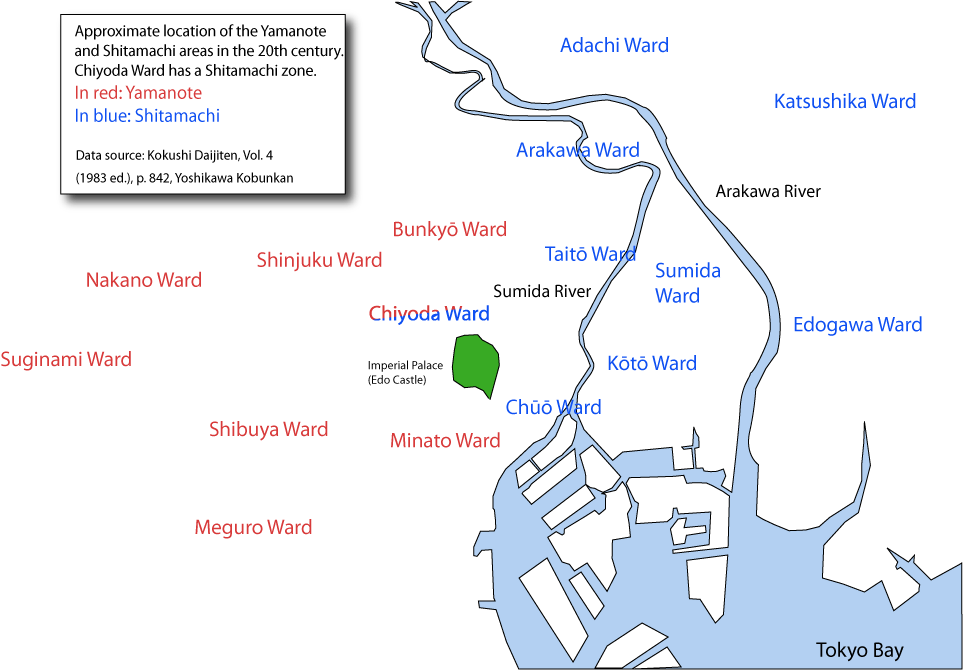
در نقشه یامانوته با رنگ قرمز و شیتاماچی با رنگ آبی مشخص شده است.

یامانوته (山の手, "towards the mountain) و شیتاماچی (下町, low city) نام‌های سنتی برای دو منطقه در توکیو، پایتخت ژاپن هستند.
یامانوته اشاره به منطقهٔ ثروتمندان و به اصطلاح بالای شهر توکیو دارد و در غرب کاخ امپراتوری توکیو واقع شده‌است. این منطقه متشکل شده از: هونگو، کویشیکاوا، اوشیگومه (یکی از محله‌های شینجوکو)، یوتسویا، آکاساکا، آئویاما و آزابو در سه منطقهٔ بونکئو، شینجوکو و میناتو. با توسعهٔ شهر سه منطقهٔ ناکانو، سوگینامی و مگورو نیز جزئی از  یامانوته به شمار آمدند.
شیتاماچی یک نام سنتی برای مناطقی در توکیو است که امروزه شامل آداچی، آراکاوا، مگورو، یک قسمت از چیودا، چوئو، ادوگاوا، کوتو، سومیدا و تایتو می‌شود.
اساس این تقسیم بندی مبهم است و مبنای آن بیشتر از مختصات جغرافیایی از لحاظ طبقات اجتماعی مردم و فرهنگی این تقسیم‌بندی صورت گرفته است. در دوره ادو یا شوگون‌سالاری توکوگاوا طبقات نظامی در تپه‌های مرتفع یامانوته و طبقات بازرگان و صنعتگر در مناطق پست و باتلاقی نزدیک به دریا زندگی می‌کردند. این محل زندگی و تقسیم‌بندی بر اساس طبقات و کلاس اجتماعی قرن‌ها ثابت بوده‌است و با تمام تحولاتی که تا بحال صورت گرفته، امروزه نیز این دو اصطلاح همچنان مورد استفاده است. در واقع کاربرد این دو واژه اکنون محدود به توکیو نیست و یک معنای عمومی در تمامی کشور پیدا کرده‌است. یامانوته نشان دهندهٔ وضعیت اجتماعی بالا و شیتاماچی به معنی طبقهٔ اجتماعی پایین‌تر است.   

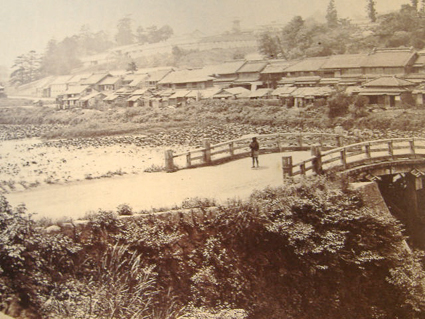
کویشیکاوا یکی از مناطق یامانوته یا بالای شهر. در قرن نوزدهم.